# Benz Velo
Benz Velo — автомобіль компанії Benz & Cie.

## Історія
Карл Бенц запатентував триколісний Motorwagen 29 січня 1886 — це був перший комерційно доступний автомобіль, що вироблявся у 1886-1893 роках. Після цього у 1894 році Бенц створив новий автомобіль Velo та на його основі моторний фургон Duryea, запатентований в 1895. Вони були першими стандартизованими автомобілями. У 1895 було виготовлено 134 одиниці Benz Velo. На його основі також були збудовані кілька екземплярів у Британії.

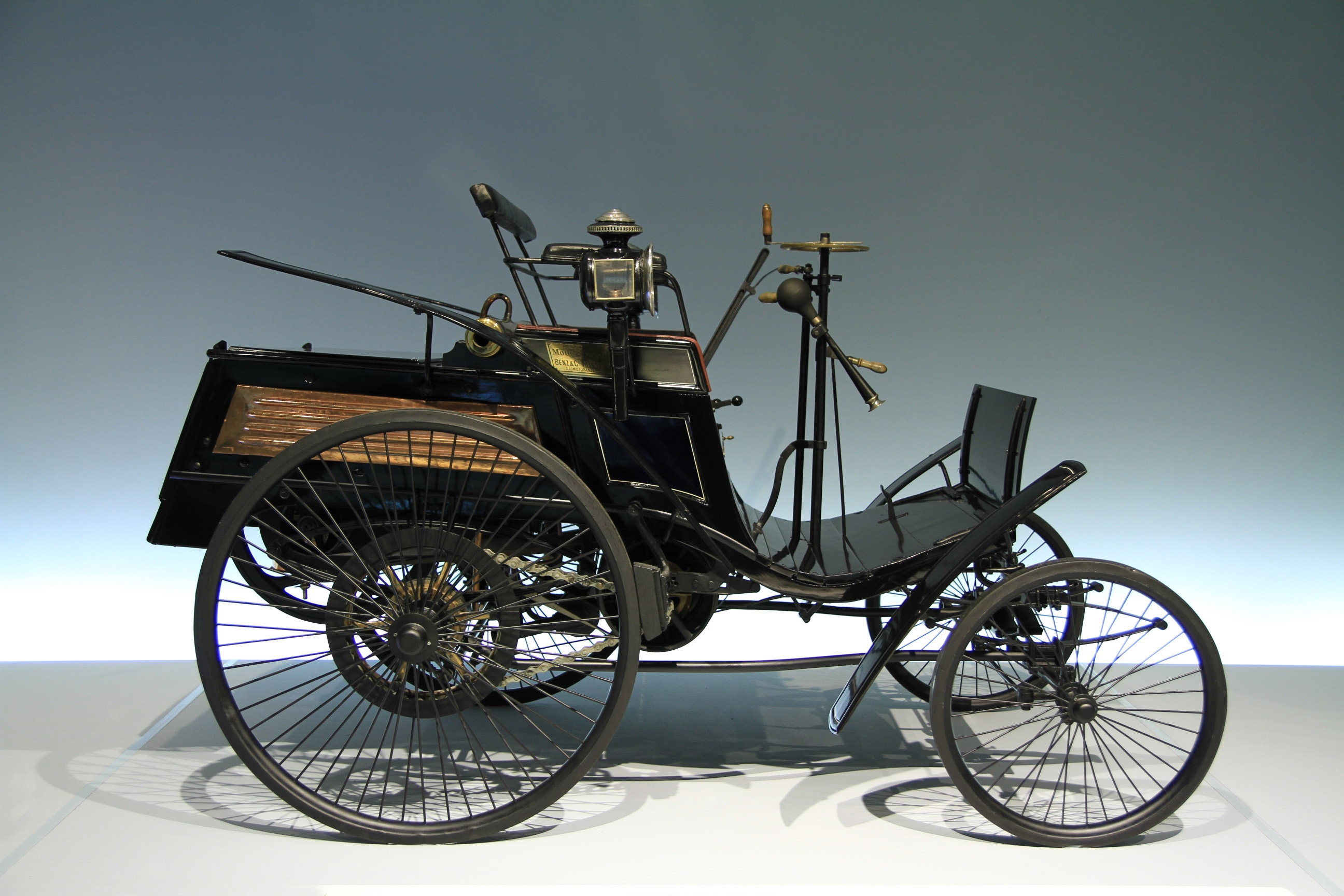
Benz Velo 1894
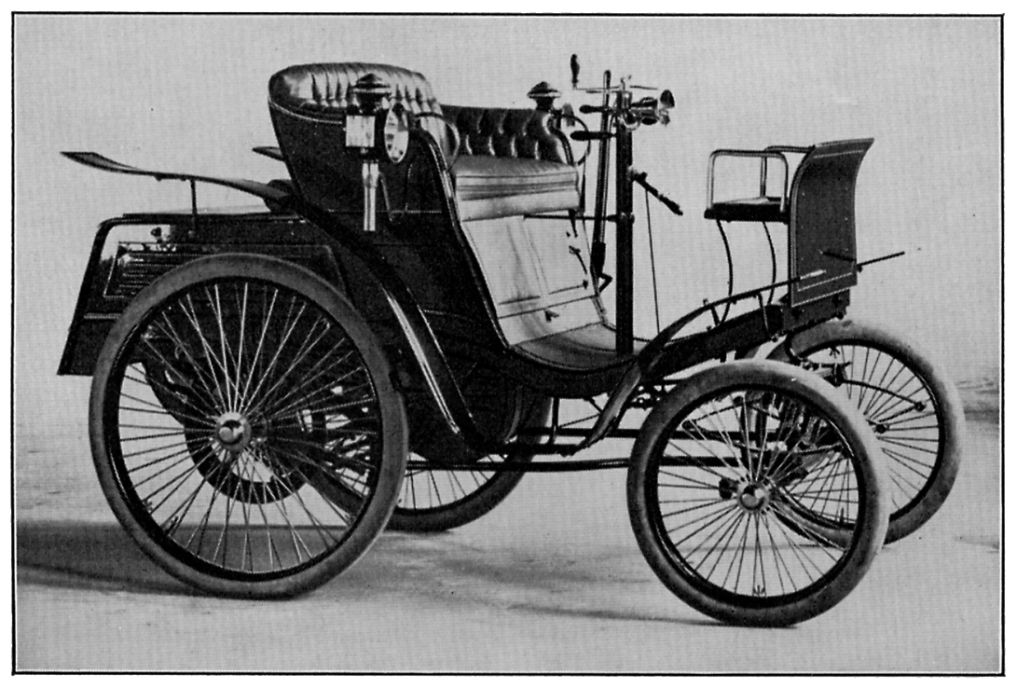
Benz Velo
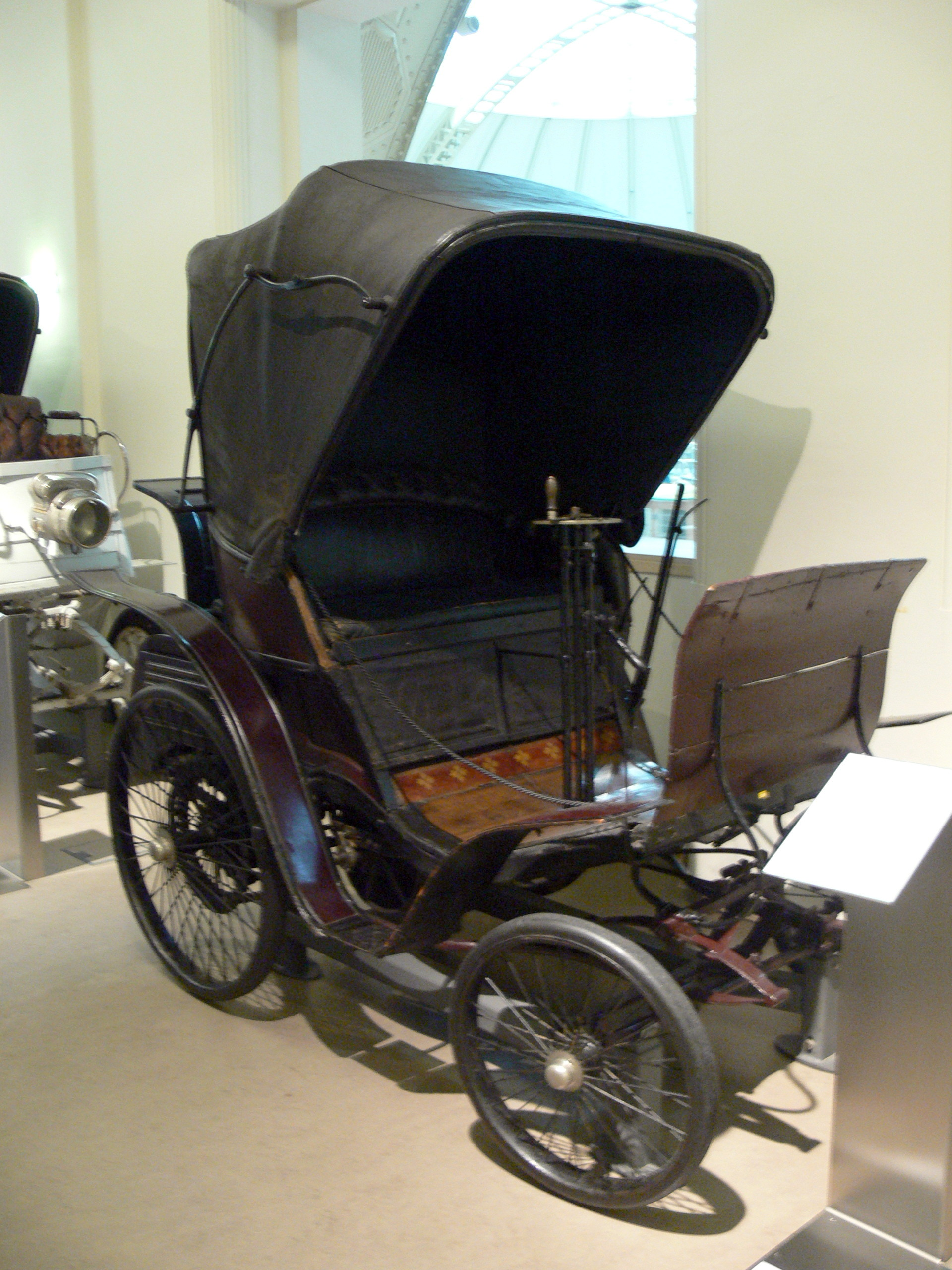
TMW — Benz Velo 1